# Albert Uustulnd
Albert Uustulnd (6. november 1925 Suure-Rootsi, Pihtla vald, Saaremaa  - 9. august 1997 i Kuressaare) var en estisk forfatter og sangskriver. Han gik i årene 1933-1939 i Vätta grundskole og 1940-1943 i Kuressaare keskkool (senere Saaremaa Gymnasium).
I 1943 blev han mobiliseret til den tyske hær, hvorfra han i 1944 flygtede og efterfølgende endte i sovjetisk soldaterfangelejr. Han fik eksamen fra gymnasiet i 1948 og i 1954 fra TPI økonomiske fakultet som økonom.
1951-1952 arbejdede han i "Saare Kalur" kolkhoz som fisker, 1953-1958 var han leder af fiskevirksomhedens byggerivirksomhed. Fra 1959 var han lagerchef og 1963-1976 leder af Kingissepa (nu Kuressaare) "Auto" Kingissepa's transportafdeling. I 1977 blev han "Saare Kalur"'s markedsleder.
Foruden sit litterære forfatterskab var Uustulnd var også forfatter til mange sømandssange.
Han er begravet på Kudjape kirkegård.

## Forfatterskab

### Romaner
- "Meri põleb" (Havet brænder, 1969)
- "Avali väraval" (I vidt åben port, 1977)
- "Meri, mehed ja jumalad" (Hav, mænd og guder, 1980)
- "Tuulte tallermaa" (Vindenes råderum, 1. del 1985, 2. del (1990)
- "Lambeti graafik" (Lambets grafik, 1987)
- "Acheroni kaldal" (På bredden af Acheron, 1991)
- "Lummav meri" (Fortryllende hav, 1994)
- "Rajud ei rauge" (Storme svækkes ikke, 1994)
- "Kui jumalad nutsid" (Hvis guderne græd, 1995)
- "Hullunud meri" (Vanvittigt hav, 1996)
- "Tormid ei taltu" (Storme kontrolleres ikke, 1996)
- "Rannavälja" (1997)
- "Ohtlikud hoovused" (Farlige strømme, 1998)

### Skuespil
- "Traalid udus" (Trawlere i tåge, opført i Rakvere teater 1960)
- "Mere peremehed" (Havets herskere, opført i Rakvere teater 1961)
- "Vana paat" (Gammel båd, opført i Pärnu teater 1962)
- "Kaugused kutsuvad" (Fjerne steder lokker, 3. præmie i 1964. års skuespilkonkurrence, opført i Saaremaa folketeater 1967)
- "Neptuni pärijad" (Neptuns arvinger, opført i Rakvere teater 1969)
- "Naistele mehed, meestele meri" (Mænd til kvinder, havet til mænd, opført i Rakvere teater 1980)

### Hørespil
- "Täispurjedega" (Med fulde sejl)
- "See juhtus Abrukal" (Det skete i Abruka)
- "Eelpost Vilsandil" (Forpost i Vilsandi)
- "Suur mure" (Stor bekymring)
- "Hirmus inimene" (Frygteligt menneske)
- "Bermuda kolmnurk" (Bermuda trekant)